# Abraham van Cuylenborch

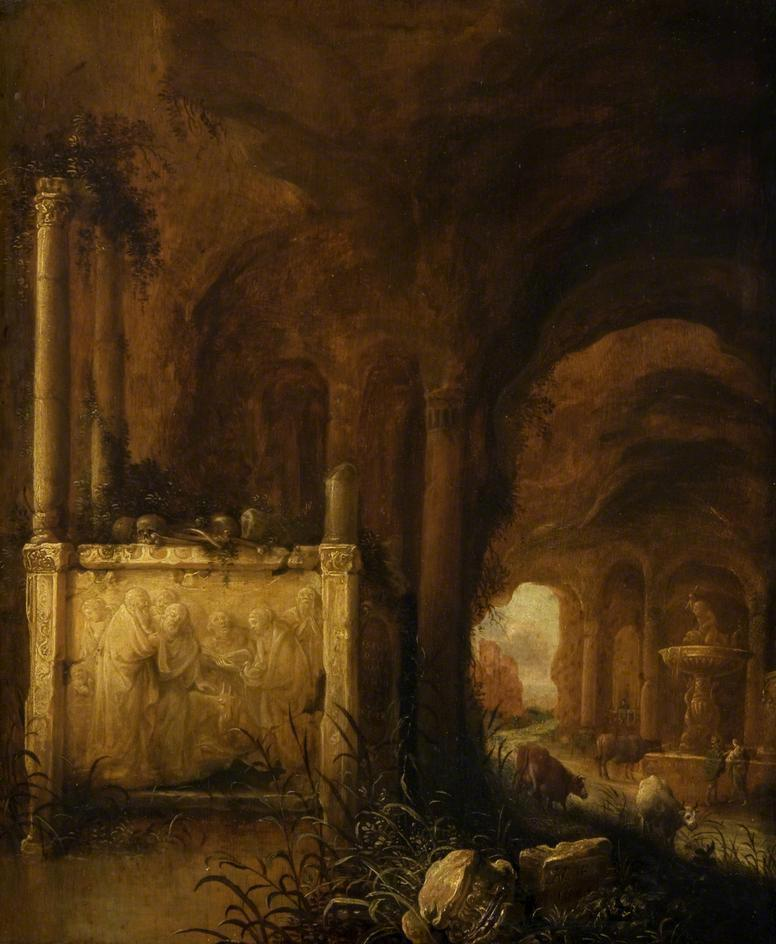
Una tomba in una grotta

Abraham van Cuylenborch (Utrecht, 1620 o 1610 – Utrecht, 22 novembre 1658) è stato un pittore e disegnatore olandese del secolo d'oro.

## Biografia
Non si conosce molto della vita di quest'artista che nacque ed operò quasi esclusivamente a Utrecht, presumibilmente tra il 1639, anno in cui entrò a far parte della locale Corporazione di San Luca, e il 1651, anche se i suoi dipinti datati si riferiscono soprattutto all'intervallo temporale 1642 - 1648. Secondo Kren e Marx, apprese l'arte della pittura da Cornelis van Poelenburch, mentre secondo Golahny non è certo che fosse un suo allievo.
Cuylenborch si dedicò esclusivamente alla pittura paesaggistica e di genere, in particolare architetture. Il suo stile si rifà a quello di Cornelis van Poelenburch, tanto da poterne essere considerato un seguace.

## Opere
- Ninfe al bagno in una grotta, olio su tavola, 50 x 74 cm, 1641, firmato[5]
- Una tomba in una grotta, olio su tavola, 41 x 33,6 cm, 1641, Glasgow Museums, Glasgow
- Paesaggio con Bacco e ninfe, olio su tavola, 58 x 72 cm, 1645 c., Metropolitan Museum of Art, New York[1]
- Grotta con figure, olio su tavola, 32,6 x 40,3 cm, 1645-1650 c., Fitzwilliam Museum, Cambridge[6]
- Diana al bagno, olio su tavola, 59 x 70 cm, 1646[7], Galleria Borghese, Roma[1]
- Diana e le sue ninfe, olio su tavola, 35 x 49 cm, 1656, Collezione privata, firmato e datato[8]
- Venere e Amore, Cerere e Bacco, nonché amorini e ninfe in un paesaggio italiano, olio su tavola, 49 x 86,5 cm, 1658, firmato[9]
- Diana e le sue compagne dopo la caccia in una grotta mentre si riposano e fanno il bagno, olio su tavola, 49 x 86,5 cm, firmato[10]